# جادو
جادو (وتعرف أحيانا باسم فساطو نسبة إلى القبيلة التي تقطنها) هي مدينة ليبية تقع في شمال غرب البلاد، وهي مدينة جبلية تقع في ادرار ن نفوسا أو ما يعرف ب جبل نفوسة. تبعد عن العاصمة الليبية طرابلس حوالي 180 كلم تقريبا.
تقع
 في جبل نفوسة وتحيط بها الرجبان من الشرق والرحيبات من الغرب، تتألف من مجموعة بلدات منها: جناون، مزو، رقرق، تمزدة، ويفات، الجماري، اندباس، مزغورة.
 نسخة محفوظة 18 أبريل 2006 على موقع واي باك مشين.

## أصل التسمية
تقول بعض الروايات أن كلمة جادو تعني الأرض كثيرة التراب. ومن الموروث حول التسمية أنه في أول قدوم فساطو وأثناء بحثهم عن موقع للاستقرار كانوا يفحصون جودة الأرض وعند قدومهم إلى هذا الموقع حفرت حفرة ثم أهيل التراب إلى مكانه فزاد التراب عن الحفرة وقيل جادت. وتقول بعضها أن اسم جادو في الأصل كان أكادو وهي كلمة أمازيغية الأصل.
ويمكن أن يرجع أصل التسمية إلى منطقة في شمال المملكة المغربية تتبع إلى إسبانيا والتي تعرف باسم هادو .
ولكن كل هذه الأقاويل لاتعطي لمدينة جادو حقها فهي تنطوي على روايات تحتاج إلى دليل علمي فكما يعلم الجميع بالتجول عبر ارجائها نجد أن هذه الأرض قد استوطنها أهلها منذ آلاف السنين عبر مختلف العصور والأزمنة كما بقي شاهد على ذلك تلك الحقب المباني المشيدة والكهوف المحفورة داخل الأرض دليل على استمرارية تعاقب الأجيال على خلافتها وأرضها خصبة وصالحة للزراعة وهو سبب لعدم وجوب الهجرة ولا يخفى قدوم الوافدين إليها كما متعارف عليه كباقي المدن في أي زمان ومكان. وكما يعلم الجميع أن سكان المدينة هم من الأمازيغ قديماً وحديثاً عليه فإن الاسم لا بد أن يكون أمازيغي وإن لم نعرف ترجمته لاندثار بعد المصطلحات الأمازيغية.

## تاريخ المدينة
تعتبر من أهم حواضر جبل نفوسة جبل نفوسة، بل وكانت في مراحل تاريخها وفي اكتر من مرة عاصمة لجبل نفوسة، وقد تولى أحد اصيليها المجاهد سليمان الباروني قيادة الجهاد في غرب ليبيا وباشوية ولاية ليبيا في فترة الحكم العثماني بعد أن مثل جبل نفوسة (الجبل الغربي) في مجلس المبعوثان العثماني. كانت البلدة خلال الحرب العالمية الثانية موقعاً لمعسكر اعتقال أقامه الإيطاليون. اعتقلت السلطات الإيطالية من جميع أرجاء ليبيا حوالي 2000 يهودي ليبي وغيرهم من الأشخاص الذين اعتبرتهم غير مرغوب بهم في عام 1942، وأرسلتهم إلى معسكر الاعتقال في جادو. وقضى منهم 564 شخص جراء إصابتهم بحمى التيفوس وغيرها من العلل.
وحاليا يعتبر المجلس المحلي جادو من اعرق المجالس المحلية التي تأسست فور بداية ثورة 17 فبراير بالمنطقة.
وتشتمل مدينة جادو على عدة قري من ضمنها جادو المركز -مزو - يوجلين - أوشباري - الجماري - تيمزغورا - ويفات - رقرق - تيندباس - تمزدة - إجناون - إطرميسن - تالات ن ؤميران وهي عامرة بالسكان بالإضافة إلى قرى أخرى لم يبق منها الا الأثر مثل الاكلندية - تموقط - ايخافورن - الارجان.
ولا تزال بعض المناطق التي تحمل أسامي أمازيغية بعضها معروف والآخر لم نتمكم مع معرف معانيها مثل }سف ن ماطس أي وادي ماطس ومغارقَوم وقَللو وكرسيانوس وتسيلوا وتزينوا وؤسكّت وتانوت وتالات تازقرارت أي الغابة الفسيحة والسيح وأرض عدّو في سهل الجفارة الزراعية وتمودين وماصر.
كما بها مساجد بالغة في القدم مثل مسجد إطرميسن ومسجد أمّي عيسى ومسجد أمّي يونس ومسجد أمّي بالي ومسجد أمّي بيدت ومسجد أبو زكاري ومسجد أبو عبيدة الجناوني ومسجد الخلوة.
كما تزخر مدينة جادو بالعديد من عيون الماء والبحيرات مثل بحيرة عين الزرقاء السياحية وعين تموقط وعين تانوت وهي جافة اليوم وعين مزّو.
وهناك شواهد على أصالة وعراقة مدينة جادو وهي القصور أو ما يعرف بالأمازيغية إغوسراو مثل غاسرو ن جادو أي قصر جادو وغاسرو ن إخافورن أي قصر الشهداء وغاسرو أزوقّاغ أي القصر الأحمر وغاسرو ن يدرج والعديد العديد.
ومن معالم مدينة جادو توما ن ادرار، الاكلنديت وهي قرية مهجورة، تالات ن ؤتدجين، ايوارنوغن، تمودين، ماطس، ماطس ن اركان، ماصر، تسيلوا، غوّر، تيركين، امقبّل، امبحّر، غرّأبو، كــٰلّو، تينزرت ن مورو، تاحواريت، اوكٰلمم، ايسلي، مغاكٰوم، تالات ن مقرن، ايرور ن ايدود، اجمر ن ماطس، اوسف ن توجي، غدّو، الترش ن اينومار.

## ثورة 17 فبراير بجادو ((المدينة العذراء))
اندلعت ثورة 17 فراير بجادو يوم 18 فبراير 2011 بعد أن بدأ أزلام الطاغية بتقتيل أبناء الشعب الليبي في المنطقة الشرقية والغربية، ولا ننسى أنضمام أبناء العمومة الحمامصة حيث تمركزوا في الرحيبات موطنهم وكانوا سندا داعما لابناء بلدهم في مدينة الرحيبات ومنذ اعلان انشقاقهم لم يفارقوا اخوانهم في كافة الجبهات. وبعد يومين من المواجهات بين ثوار جادو الذين استعملوا الحجارة وبين قوات الطاغية، تم تحرير مدينة جادو يوم 20 فبراير 2011 من سيطرة اعوان الطاغية وانسحبت من المدينة قوات الدعم المركزي التي ارسلت لاخماد الثورة بجادو تحت ضغط الناس ووطنية المسئول عن القوة والكثير من منتسبيها وتم إنشاء مجلس محلي لتسيير شؤون المدينة بجادو فور اعلان المجلس الليبي الانتقالي ببنغازي وتحول مسار الثورة إلى دعم المناطق المجاورة لجادو من الزنتان وحتى نالوت قصد رفع الحصار عنها وانجاح الثورة.

## المعارك التي خاضها ثوار جادو
معركة بوابة بئر عياد 15-03-2011
معركة الكشاف بالزنتان 20.19.18 - 3-2011
معركة الرحيبات يوم 12-4-2011.
معركة الغنائمة 15-4-2011
معركة الغزايا 18-4-2011.
معركة أم الفار قرب نالوت يوم 20-4-2011
معركة بوابة وازن الحدودية 21-4-2011.
معركة المجابرة يوم 26-4-2011.
معارك شرقي الزنتان 28-4-2011
معركة زاوية الباقول
معركة شكشوك 1-6-2011.
معركة قصر الحاج 1-6-2011.
معركة فك الحصار علي يفرن 6-6-2011
معركة صفيت بالقلعة 12-6-2011
معارك بئر الغنم
معركة تحرير مخان القاع 28-6-2011
معركة القواليش 6-7-2011
معركة الجوش الأولى 28-7-2011.
معركة الجوش الثانية 31-7-2011.
معركة صرمان 14 أغسطس (رمضان) 2011.
معركة مطرد والعجيلات 16 أغسطس (رمضان) 2011.
معركة بدر 17 أغسطس (رمضان) 2011.
معارك تحرير الزاوية 18-08-2011
معركة معسكر ال 27 يوم 19 (رمضان) 2011.
دخول طرابلس يوم 20 أغسطس (رمضان) 2011.
معركة جزيرة سوق الثلاثاء بطرابلس يوم 22 أغسطس (رمضان) 2011.
معركة باب العزيزية يوم 23 أغسطس (رمضان) 2011. حيث كانو هم الأوائل في دخولها
معركة بو سليم 24 و25 أغسطس (رمضان) 2011.
معركة القلعة بسبها 17-09-2011.
معركة بني وليد الكبرى 9-10-2011.
معركة تحرير بني وليد 17-10-2011

## ثوار جادو
وتمتلك مدينة جادو لواء من الثوار تحت اسم لواء ثوار جادو ينطوي تحت رئاسة الأركان العامة للجيش الليبي بتعداد كبير من الثوار وهي تمتلك قوة عسكرية من الأسلحة الخفيفة والأسلحة المتوسطة كمضادالطائرات مايسمى بى 14.5 و23 وتمتلك العديد مضادا للطائرات من نوع 32 مدرع وأيضا لها قوى كبيرة من أسلحة الجراد والمدفعية وراجمات الصواريخ والصواريخ الحرارية والدبابت كالهاوزر الحديث وكل هده الأسلحة تحت امرة المجلس العسكري جادو الذي يتبع رئاس الأركان العامة بالجيش الليبي.

## السكان
يبلغ عدد سكان المنطقة التي تتبعها المدينة حوالي 117,000 نسمة حسب الإحصاءات التقريبية (لا توجد إحصاءات رسمية).
كل سكان مدينة جادو من الليبيين الأمازيغ، وكما ورد في كتاب سكان ليبيا تأليف: هنريكو دي أغسطيني، يمكن معرفة التركيبة السكانية للمدينة، حيث يرجعه إلى ثلاثة فروع:
الفروع الثلاثة الأولى يقال أنها وافدة من وهران في الجزائر وهي من أصل واحد.[بحاجة لمصدر] أما القبائل الباقية فتعتبر من أقدم قبائل المنطقة ويبدو أنها سلالة حقيقية لنفوسة. وجميعهم يتكلم الأمازيغية وهم مستقرون بقرى وبلدات المنطقة.

## الاقتصاد
تعتمد جادو في اقتصادها على زراعة الزيتون وإنتاج زيت الزيتون، تربية الأغنام، الصناعات التقليدية وهي مشهورة بصناعة الزي الوطني الليبي المعروف بالجرد. كما تعتمد على السياحة الجبلية. ومن أهم المناطق السياحية في جادو: طرميسة الأثرية وتموقط وهي قرية اثرة بها نبع ماء غزير والعين الزرقاء وهي عبارة عن بحيرة تقع أسفل الجبل، وتحتوي المناطق القريبة من جادو أيضا الكثير من المواقع السياحية الجميلة ومنها أم القرب (نانا تالة) كما يوجد بها مصنع لأجهزة الإذاعة المسموعة.

## المرافق الخدمية
توجد بها محلات تجارية ومحطة وقود ومكاتب للبريد ومستشفى ومستوصف ومخزن للأدوية ومديرية أمن جادو ونقاط مراكز شرطة وأسواق ومجموعة مدارس ومعاهد عليا منها المعهد العالي للمهن الشاملة ومعهد إعداد المعلمين ويوجد بها كذلك كلية للهندسة ومكتب شركة ليبيا للتأمين وثلاثة مصارف وفرع الشركة العامة للتشيد وجهاز الأعمال العامة بمنطقة جادو ومصلحة التخطيط العمراني ومصلحة التسجيل العقاري الاشتراكي ومصنع وفرع مصنع قار يونس للإلكترونيات والصيانة.

## المناخ الثقافي
تعتبر جادو عاصمة الأمازيغ في ليبيا، وبها نادي الباروني الثقافي الاجتماعي، ومن أشهر الرموز العلمية والدينية الشيخ سليمان الباروني الذي تسمى به نادي الباروني، أما على الصعيد الفكري والثقافي وبالأخص الثقافة الأمازيغية فمن أشهر رموزها الأديب الراحل سعيد السيفاو المحروق الذي ألف العديد من الكتب وكتب في مختلف الصحف والمجلات وله دواوين شعر بالعربية والأمازيغية. وفي العقود الماضية كانت الحركة الثقافية الأمازيغية بجادو على أوجها من العطاء من مناشط ثقافية وفكرية وفنية رغم التعتيم والتهميش الذي مورس عليها من قبل نظام الطاغية وكان النادي هو الشعلة والحاضن لكل المناشط. وعلي علوش الجناوني وعمر العزابي الجادوي وغيرهم من الرموز العلمية وفي حقيقة الامر فإن النادي في الأساس لا يقتصر على الجانب الثقافي فحسب بل يشتمل أيضا على ممارسة الرياضة وبالاخص رياضة كرة القدم وباقي النشاطات الأخرى.
1. 1 2  Jadu, Libya - Wolfram|Alpha نسخة محفوظة 29 نوفمبر 2017 على موقع واي باك مشين.
2. ↑  GeoNames (بالإنجليزية), 2005, QID:Q830106
3. ↑  Gutman, Israel (1990). Encyclopedia of the Holocaust, Macmillan, New York, p. 865, (ردمك 0-02-897165-5). "نسخة مؤرشفة". مؤرشف من الأصل في 2018-10-30. اطلع عليه بتاريخ 2006-09-29.{{استشهاد ويب}}:  صيانة الاستشهاد: BOT: original URL status unknown (link)
4. ↑  "Scopri StoriaLive". مؤرشف من الأصل في 2016-03-03. اطلع عليه بتاريخ 2016-11-03.
5. ↑  Pugliese, Stanislao G. (2002). The Most Ancient of Minorities: the Jews of Italy, Greenwood Press, Westport, Connecticut, pp. 282-284, (ردمك 0-313-31895-6).
6. ↑  "A new look at Libyan Jewry's Holocaust experience". مؤرشف من الأصل في 2015-09-24. اطلع عليه بتاريخ 2016-11-03.

## شخصيات مهمة من المدينة
- nnaversiery.pdf
- ابي زكريا يحيى بن أبي الخير الجناوني
- أبو ظاهر إسماعيل الجيطالي
- الأديب الراحل سعيد السيفاو المحروق سعيد السيفاو المحروق
- إبراهيم بن سليمان بن عبد الله الباروني
- أبي عيسى الطرميسي
- اِبنا بن إبراهيم بن أبي يحيى
- زعيمة سليمان الباروني زعيمة الباروني
- أحمد رفيق المهدوي أحمد رفيق المهدوي
- أحمد الفساطوي
  - سليمان الباروني

اما بخصوص أخي الباحث والمجاهد سليمان بن عبد الله بن يحيى الباروني فهو من مواليد مدينة جادو فساطو
أما الشخصيات البارزة والتي ليس من المفروض مسح تاريخها والإنجازات التي قدمتها إلى جادو أو فساطو فهم العديد العديد.

## المواصلات
لمدينة جادو ثلاث منافذ برية: طريق: جادو - الرجبان، طريق: جادو- جناون-شكشوك، طريق: جادو - الرحيبات.
- يفرن
- لالوت
- كاباو
- زوارة
- القلعة
- الرحيبات